# Manufaktura
Manufaktura is een winkel- en uitgaanscentrum in de Poolse stad Łódź.

## Geschiedenis
Het winkelcentrum was oorspronkelijk de textielfabriek van Izrael Poznański. In de 19e eeuw was het een van de grootste textielfabrieken ter wereld. Tijdens de Tweede Wereldoorlog werd de fabriek door de Duitsers onteigend en na het einde van de Duitse bezetting werd de fabriek door de communisten genationaliseerd. Na het einde van de Volksrepubliek Polen werd het bedrijf in 1991 failliet verklaard en in 1992 gesloten. In 1999 toonde het bedrijf Apsys Polska interesse om het gebied van de voormalige textielfabriek om te bouwen tot een winkel- en uitgaanscentrum. In 2002 gaf het stadsbestuur van Łódź toestemming voor de verbouwingswerkzaamheden, die het volgende jaar begonnen. De opening vond plaats op 17 mei 2006.

## Winkel- en uitgaanscentrum

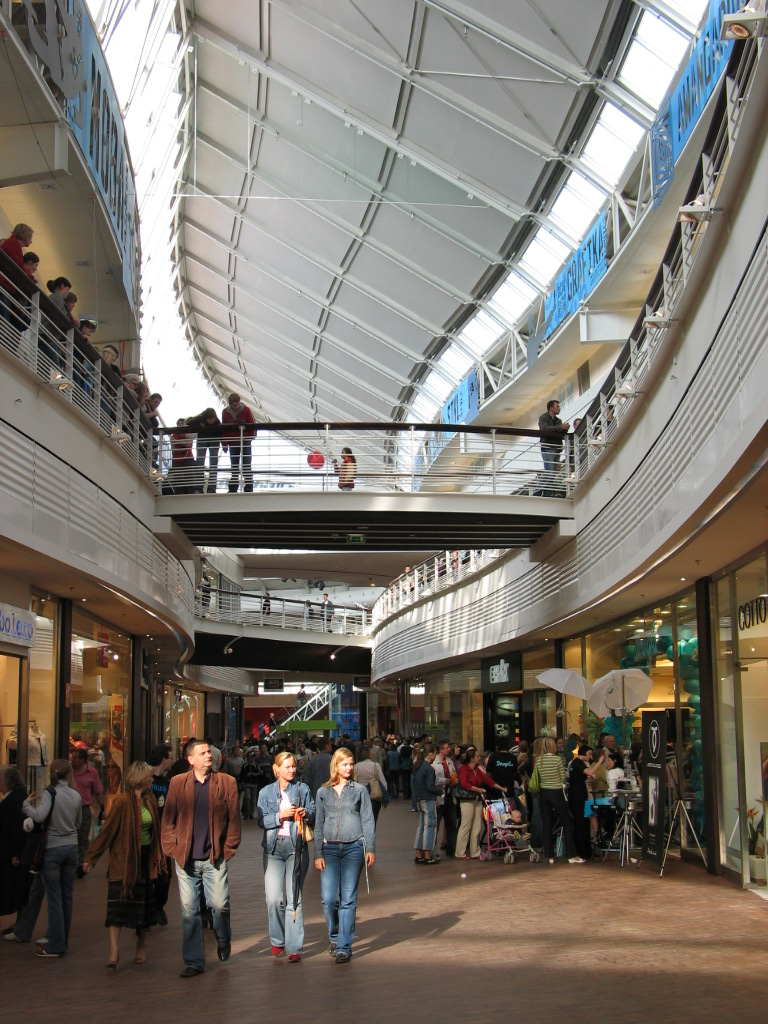
In het winkelcentrum

Manufaktura heeft een oppervlakte van meer dan 27 hectare en omvat meer dan 300 winkels, een bioscoop, tientallen cafés en restaurants, een vier-sterren hotel, sportfaciliteiten, vier musea en tal van kantoren.

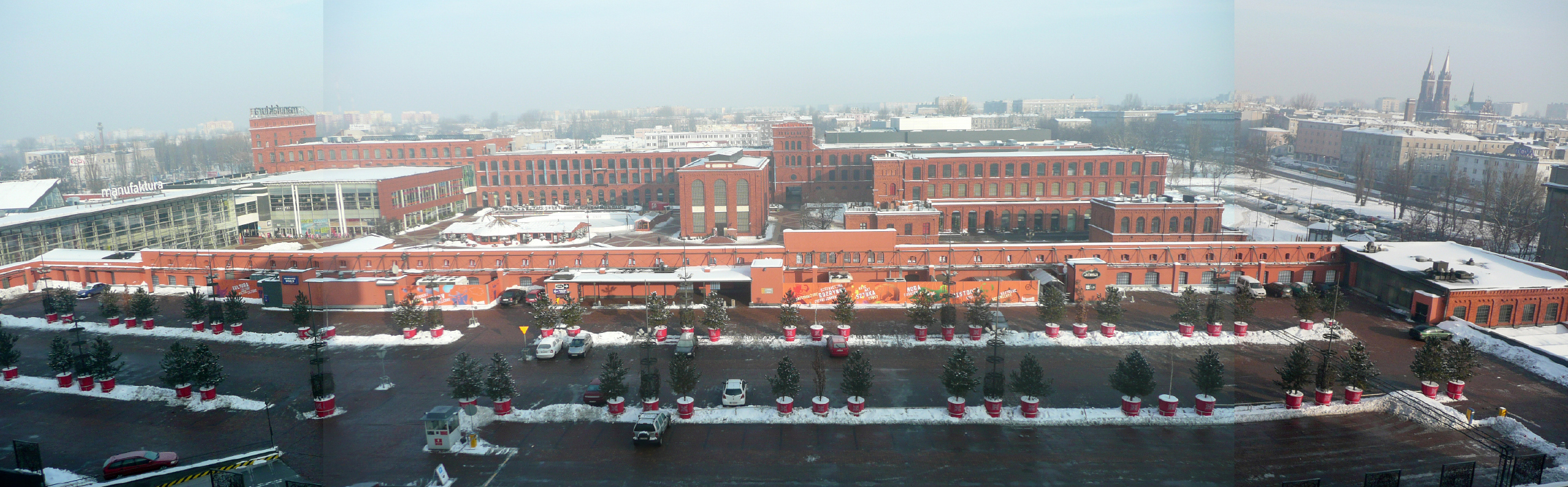
Panoramabeeld van Manufaktura